# South Bend (Nebraska)
South Bend est un village du comté de Cass, dans l'État du Nebraska, aux États-Unis. En 2020, il comptait une population de 92 habitants.